# تشو مو ين
تشو مو ين ((بالصينية: 朱木炎)) (من مواليد 14 مارس 1982) هو لاعب تايكوندو من تايوان.
شارك في دورة الألعاب الآسيوية 2006 في الدوحة، قطر.

## روابط خارجية
- تشو مو ين على موقع TaekwondoData.com (الإنجليزية)
- تشو مو ين على موقع أوليمبيديا (الإنجليزية)